# Sela pri Hinjah
Sela pri Hinjah (Duits: Raßweindorf) is een plaats in Slovenië en maakt deel uit van de gemeente Žužemberk in de NUTS-3-regio Jugovzhodna Slovenija. De plaats telde 51 inwoners op 1 januari 2020.